# Hikkangutti, Sindgi
Hikkangutti là một làng thuộc tehsil Sindgi, huyện Bijapur, bang Karnataka, Ấn Độ.